# 44597 Thoreau
44597 Thoreau è un asteroide della fascia principale. Scoperto nel 1999, presenta un'orbita caratterizzata da un semiasse maggiore pari a 2,2543514 UA e da un'eccentricità di 0,1172540, inclinata di 5,03785° rispetto all'eclittica.